# Crise constitutionnelle de 2022 aux Kiribati
La crise constitutionnelle de 2022 aux Kiribati est une crise constitutionnelle survenue lorsque le gouvernement des Kiribati (en) a suspendu deux de ses juges de la Cour. Le juge de la Haute Cour (en) David Lambourne a été suspendu en mai 2022 tandis que le juge en chef Bill Hastings (en) a été suspendu le 30 juin 2022, chacun pour des allégations d'inconduite,.

## Contexte
En février 2020, David Lambourne a quitté les Kiribati pour assister à une conférence en Australie, mais a été bloqué en raison de la pandémie de Covid-19. Le gouvernement des Kiribati a alors tenté d'empêcher Lambourne d'assumer son poste à Tarawa en cessant de payer son salaire, en refusant de délivrer un permis de travail en cours ou en lui permettant d'embarquer sur un vol de rapatriement. En novembre 2021, une décision de justice du juge en chef Bill Hastings a annulé les actions du gouvernement, les déclarant inconstitutionnelles. En réponse, le procureur général Tetiro Semilota a réitéré la volonté de son gouvernement de destituer Lambourne de son poste. Le 1er août 2022, Lambourne est revenu avec un visa de voyage dans sa famille aux Kiribati et chez son épouse Tessie Lambourne qui est actuellement le chef de l'opposition.

## Déroulement
En mai 2022, le juge de la Haute Cour David Lambourne a été suspendu pour des allégations d'inconduite. En réponse, il a déposé une contestation judiciaire qui a été présentée au juge en chef Bill Hastings le 30 juin 2022. Cependant, au lieu d'entendre l'affaire, Hastings a lu une lettre du gouvernement des Kiribati déclarant qu'il avait lui aussi été suspendu avec "effet immédiat".
Le 11 août 2022, la crise s'est intensifiée lorsque le gouvernement a tenté d'expulser Lambourne malgré une ordonnance de la cour d'appel des Kiribati (en) selon laquelle il ne devrait pas être expulsé du pays. Le gouvernement a déclaré que Lambourne avait "enfreint les conditions de son visa de visiteur et posé un risque pour la sécurité". La déportation a conduit à une confrontation de trois heures entre les agents de l'immigration et un pilote de Fiji Airways qui a refusé d'embarquer Lambourne contre sa volonté. Il a ensuite été placé en détention sans son passeport avant d'être libéré sous caution par une autre décision de la Cour d'appel. Lambourne a qualifié les actions "d'ordre illégal de me renvoyer au mépris de l'ordonnance de la cour d'appel", ajoutant que la tentative d'expulsion était politique.
Le 12 août 2022, la Cour d'appel, lors d'une audience en référé, a qualifié les actions du gouvernement d'"inacceptables et risquant d'exposer le procureur général et les personnes directement concernées à un outrage au tribunal". Un sous-solliciteur général a comparu devant le tribunal au nom du procureur général en déclarant que Lambourne ne pouvait pas résider chez lui parce que sa femme Tessie Lambourne est le chef de l'opposition et qu'il y a des partisans qui visitent leur domicile, ce qui implique en outre "qu'une fois que nous avons mis M. Lambourne dans la maison, il se passerait quelque chose." Le représentant a fermement nié que l'action du gouvernement était politique.
Le 19 août 2022, il y a eu une nouvelle intensification de la crise alors que la Cour d'appel entendait enfin à nouveau l'affaire, malgré les efforts du gouvernement pour la reporter ou l'annuler et la déclaration de dernière minute du Bureau des Beretitenti (OB) quelques heures avant l'audience, et après qu'un avocat américain agissant pour le compte du gouvernement "ait déclaré que la décision de l'exécutif devait être traitée avec la "déférence maximale"".

## Réactions
Trois agences juridiques du Commonwealth, dont la Commonwealth Lawyers Association (en), ont publié une déclaration le 11 août 2022 exhortant "le gouvernement des Kiribati à adhérer à l'indépendance du pouvoir judiciaire conformément à la Constitution des Kiribati et aux normes internationales telles qu'exprimées dans les principes de base [...], les principes de Latimer House et la Charte du Commonwealth (en)". L'association et deux autres "exhortent également le Commonwealth Ministerial Action Group (en) (CMAG) [...] à considérer les actions du gouvernement des Kiribati comme une question d'urgence". Les agences judiciaires se sont également prononcées plus tôt en juin 2022 sur l'enquête de Lambourne par le président Taneti Maamau.
L'ancien président Anote Tong a averti que la crise a laissé le pays avec un "système judiciaire dysfonctionnel" et soulève des questions sur son système démocratique. Il a également ajouté que "l'ordre d'expulsion du président [Maamau] est vraiment en violation directe de la décision du tribunal. Donc, savoir si le gouvernement est maintenant coupable d'outrage au tribunal est la question qui doit vraiment être abordée". Tong souligne également le fait que les Kiribati doivent modifier ses lois et sa constitution "pour reconnaître que la séparation des pouvoirs est fondamentale pour son système de gouvernement démocratique, tout ce qui a été fait deviendra illégal".
L'inquiétude du Law Council of Australia (en) est d'autant plus grande que les mandats de nomination à la Cour d'appel expirent le 15 août 2022, "et bientôt les Kiribati n'auront ni Haute Cour ni Cour d'appel exerçant sa juridiction".